# Synaphosus neali
Synaphosus neali Ovtsharenko, Levy & Platnick, 1994 è un ragno appartenente alla famiglia Gnaphosidae.

## Etimologia
Il nome della specie è in onore del raccoglitore degli esemplari il 13-16 febbraio 1965: J. Neal.

## Caratteristiche
L'olotipo maschile rinvenuto ha lunghezza totale è di 3,80 mm; la lunghezza del cefalotorace è di 1,46 mm; e la larghezza è di 1,04 mm.

## Distribuzione
La specie è stata reperita in Iran orientale: l'olotipo maschile è stato rinvenuto 18 km a sudest di Kharan, nella provincia di Kalat.

## Tassonomia
Al 2016 non sono note sottospecie e dal 1994 non sono stati esaminati nuovi esemplari.